# قلعة رمانى
قلعة رمانى - (بالأذربيجانية: Ramana qalası) - هي قلعة واقعة في مستوطنة رمانى في مدينة باكو، ويعود إلى قرن الرابع عشر.

## تاريخ القلعة
ليس من الواضح تاريخ الإنشاء للقلعة التي بنيت من الحجر الأبيض.
وفقا لتقنيات البناء وخصائص الخطة، من المحتمل أن القلعة رمانى بنيت في منتصف القرن الرابع عشر.
و من المفترض أنها تم إنشائت القلعة بغاية الدفاع في فترة دولة شروانشاه واستخدمت كقلعة.
استخدمت قلعة رمانى في أفلام «كوروغلو»، «نسيمي»، «باباك».
و تم ترميم القلعة في 1950، أثناء تصوير فلم كوروغلو.
تم إدراج هذا النصب التاريخي في قائمة للتراث العالمي المحتاجة لليونسكو إلى صون عاجل ضمن الإنشاءات الدفاعية لبحر قزوين، في 24 أكتوبر 2001.

## ميزات معمارية
القلعة واقعة في مستوطنة رمانى تقع في مكان صخري بنفس طريقة القلعة في ماردكان.
و مع ذلك تشبه قلعة رمانى للغاية مع قلاع أبشيرون الأخرى وفقا للخطة والتصاميم المعمارية.
لكنه يختلف عنهم في التركيب الأكثر جاذبية للكتلة المعمارية.
و هذا يعتمد من انها تأتي من ميزات الإغاثة.
يبلغ ارتفاعه القبة المركزية المربع واقعة في وسط ساحة القلعة، 15 متر.
تتكون القلعة من أربعة طوابق.
هناك درجان في الجانب اليسار من الجدار لتسلق جدران القلعة.

## وصلات الخارجية
- https://www.youtube.com/watch?v=BPzB4PU0waQ
- https://www.youtube.com/watch?v=PyLdZFMT4-Q